# Kéthely
Kéthely é um município da Hungria, situado no condado de Somogy. Tem 49,06 km² de área e sua população em 2019 foi estimada em 2.282 habitantes.